# Bandera d'Albània
La bandera d'Albània és la bandera estatal d'Albània, una bandera roja amb una àguila bicèfala negra al centre. Té l'origen en un segell semblant de Gjergj Kastriot Skanderbeg, un albanès del segle xv que va dirigir la revolta contra l'Imperi Otomà, i que va acabar en una breu independència per a Albània entre 1443 i 1478. La bandera actual va ser adoptada oficialment el 7 d'abril de 1992, però estats albanesos previs com el regne i l'estat comunista de la postguerra havien utilitzat profusament la mateixa bandera, encara que amb lleugeres modificacions: el "casc de Skanderbeg" sobre l'àguila en el cas del regne, i una estrella roja amb marges grocs en el cas de l'estat comunista.

## Colors
La bandera nacional va ser estandarditzada per la Llei Núm. 8926, de data 22 de juliol de 2002 de la constitució i definida als articles II, III i IV.
| Model de color | Vermell     | Negre     |
| -------------- | ----------- | --------- |
| CMYK           | 0–100–100–0 | 0-0-0-100 |
| RGB            | 255, 0, 0   | 0, 0, 0   |
| HTML           | #FF0000     | #000000   |

Els models RGB i HTML s'han extret a patir dels codis CMYK descrits a la Llei Núm. 8926.

## Història
Elements del disseny de la bandera com l'àguila de dos caps van ser presos de la bandera de l'Imperi Romà d'Orient (específicament l'emblema de la dinastia dels Paleòlegs). L'àguila bicèfala s'utilitzà per a fins heràldics a la baixa edat mitjana per famílies nobles a Albània, com els Castriota (Albanès: Kastriotët), sent-ne el més conegut el príncep Gjergj Kastriot.

## Banderes històriques

Bandera utilitzada durant el Despertar Nacional d'Albània aprincipis del segle xx.[4]
Bandera de l'Albània independent (1912-1914).
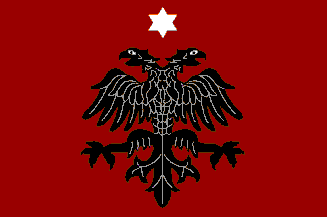
Bandera alternativa a l'Albània independent (1912).
Bandera del Principat d'Albània (1914–1920).
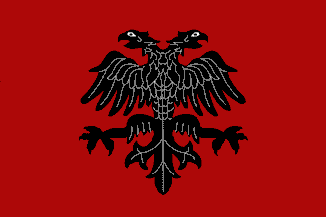
Bandera de facto del Principat d'Albània (setembre 1914-1915)
Bandera del Principat d'Albània (1920–1925) i la República albanesa (1925–1926).
Bandera de la república d'Albània (1926–1928).
Bandera del regne d'Albània (1928–1939).
Bandera del regne d'Albània sota domini italià (1939–1943).
Bandera del Govern Democràtic d'Albània (1944–1946)
Bandera de la República Popular d'Albània (1946–1992).

## Ensenyes i estendards

### Actuals

Estendard presidencial (2014–present).
Ensenya civil (1992–present).
Ensenya naval (1992–present).
Ensenya de l'estat (1992–present).
Ensenya de la Guarda Costanera (1992–present).

### Històrics

Estendard presidencial (1992–2014).
Estendard presidencial (1946–1992).
Ensenya civil (1945–1992).
Ensenya naval (1958–1992).
Ensenya naval (1954–1958).
Ensenya naval (1946–1954).
Ensenya de l'estat (1958–1992).
Ensenya de la Guarda Costanera (1958–1992).

## Altres

República d'Albània central (1913-1914), estat no reconegut creat per Essad Pasha Toptani.
República Autònoma Albanesa de Koritza (1916-1920).
República de Mirdita (1921), estat no reconegut creat per Gjon Markagjoni.
Regne d'Albània (1939–1943), amb la corona de la Casa de Savoia.
RFS de Iugoslàvia).
República de Kosovo.
Bandera presidencial sota l'UNMIK (Administració Interina de les Nacions Unides per a Kosovo, creada per Ibrahim Rugova.